# 志恩
『志恩』（しおん）は2008年3月に発売されたMUCCの8thアルバム。

## 収録曲
1. 水恩
（作曲：ミヤ）
2. 梟の揺り篭
（作詞：逹瑯 / 作曲：ミヤ）
3. 塗り潰すなら臙脂
（作詞：逹瑯 / 作曲：ミヤ・SATOち）
  - 2021年発売の『明星』にて再録されている。
4. ファズ
（作詞：逹瑯 / 作曲：ミヤ）

  - 18thシングル。シングルではフェードインから始まるが、アルバムではフェードイン箇所が３曲目の「塗り潰すなら臙脂」の最後に入れられており、CDを４曲目から再生するとフェードイン無しで始まる。
  - 2017年発売の『殺シノ調べII This is NOT Greatest Hits』にて再録されている。
5. ゲーム
（作詞：逹瑯 / 作曲：ミヤ）
6. フライト-Album ver.-
（作詞：逹瑯・ミヤ / 作曲：SATOち・ミヤ）
  - 17thシングルのアルバムバージョン。
7. アンジャベル
（作詞：逹瑯 / 作曲：ミヤ）
8. 小さな窓
（作詞：ミヤ / 作曲：YUKKE）
  - ミヤの実話を元に作られている。
9. 蝉時雨
（作詞：ミヤ / 作曲：ミヤ）
10. 志恩
（作詞：ミヤ / 作曲：ミヤ）
11. 空忘れ
（作詞：逹瑯 / 作曲：SATOち・ミヤ）
12. シヴァ
（作詞：ミヤ / 作曲：ミヤ）
13. リブラ-Album ver.-
（作詞：逹瑯 / 作曲：ミヤ）
  - 16thシングルのアルバムバージョン。

## カバー
フライト
- BREAKERZ - 2017年11月22日発売の『TRIBUTE OF MUCC -縁[en]-』に収録。

リブラ
- 矢野絢子 - 2017年11月22日発売の『TRIBUTE OF MUCC -縁[en]-』に収録。